# Dorymyrmex biconis
Dorymyrmex biconis är en myrart som beskrevs av Auguste-Henri Forel 1912. Dorymyrmex biconis ingår i släktet Dorymyrmex och familjen myror. Inga underarter finns listade i Catalogue of Life.

## Bildgalleri

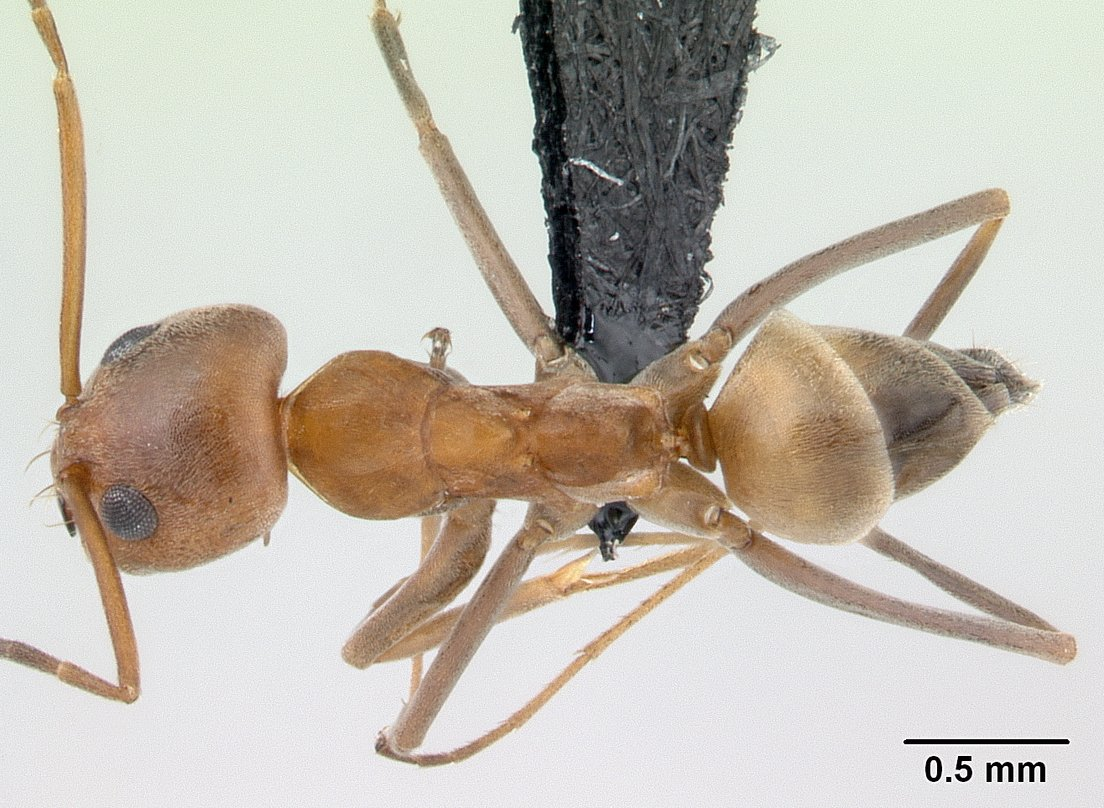
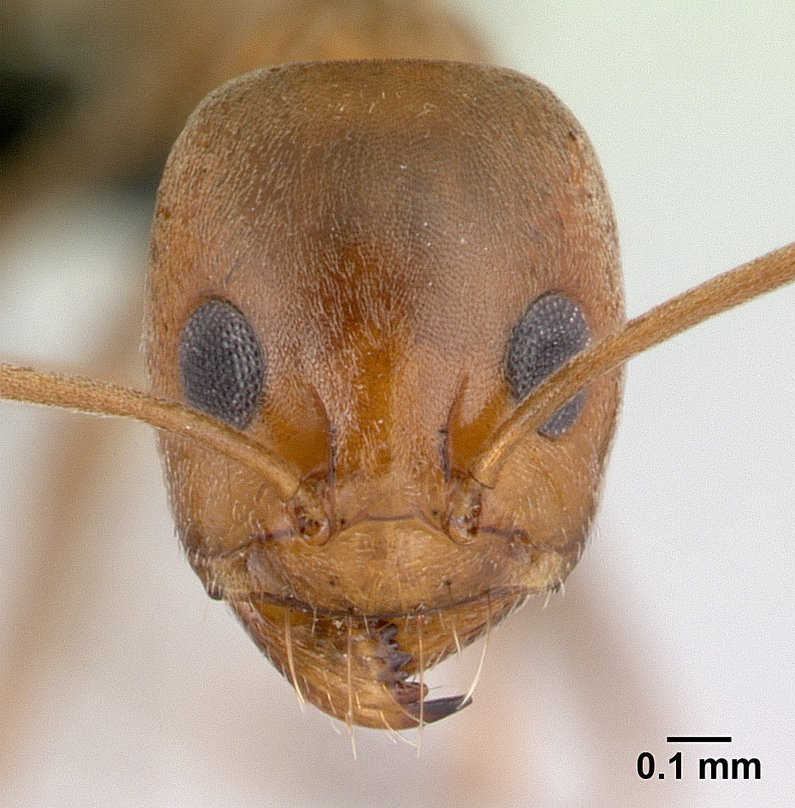
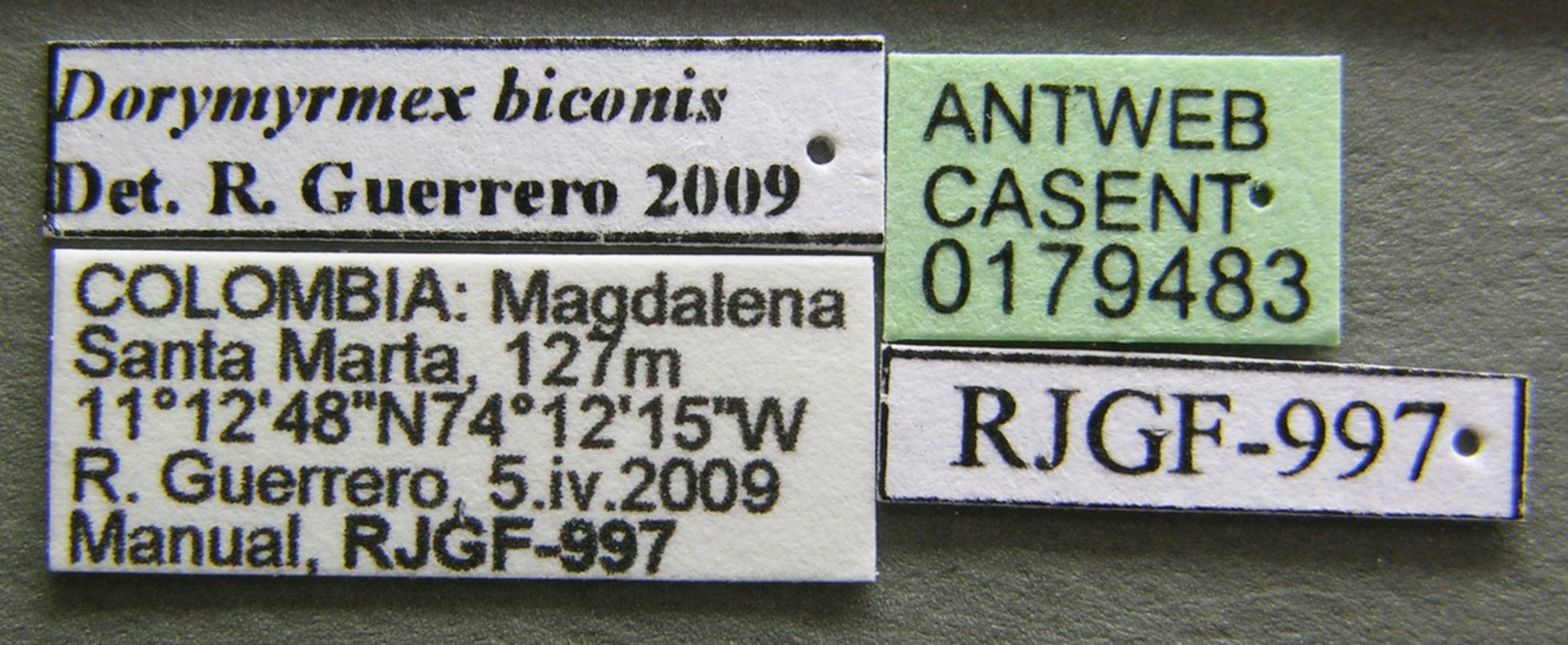
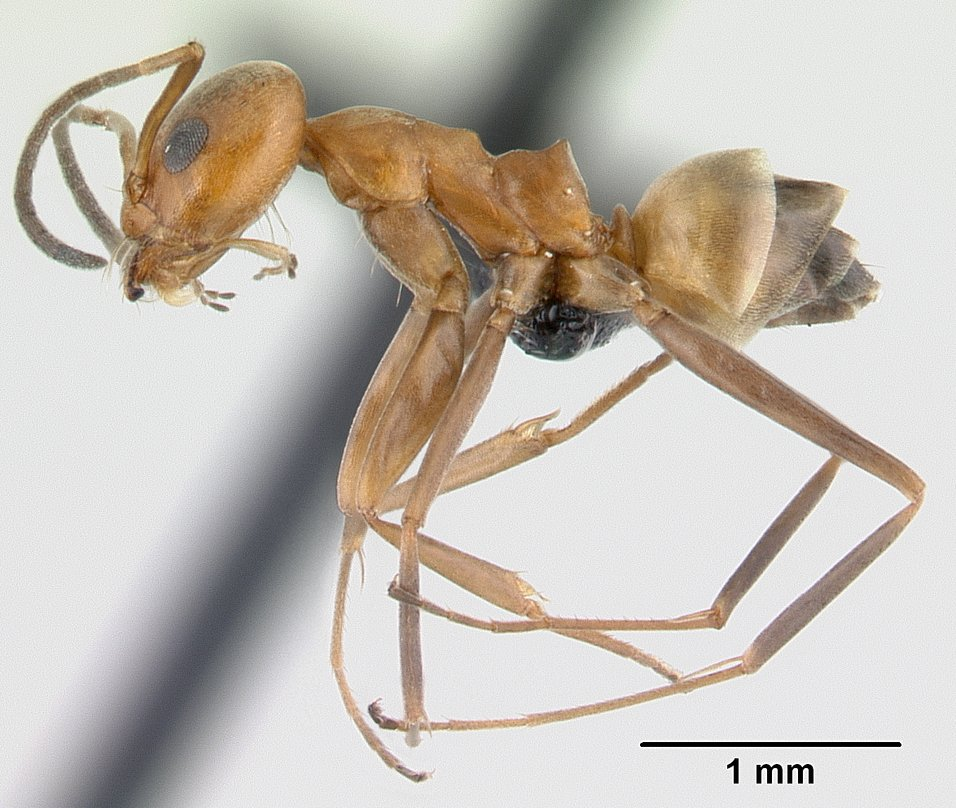
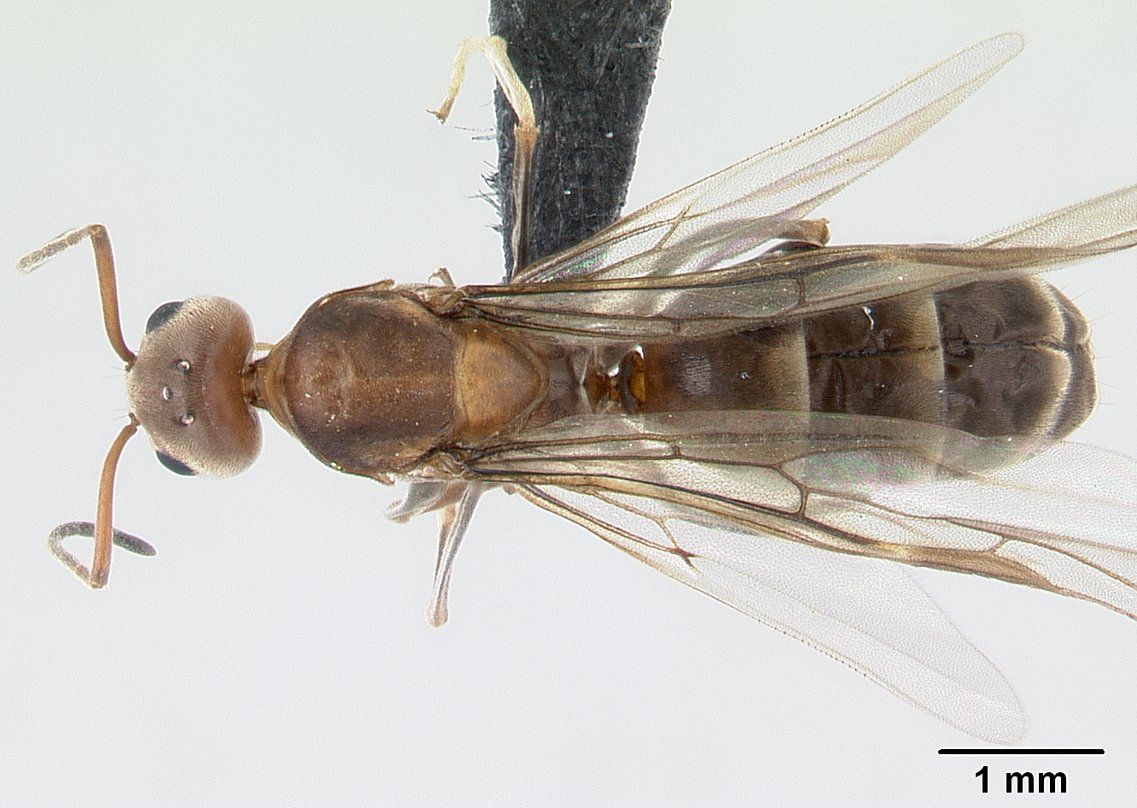
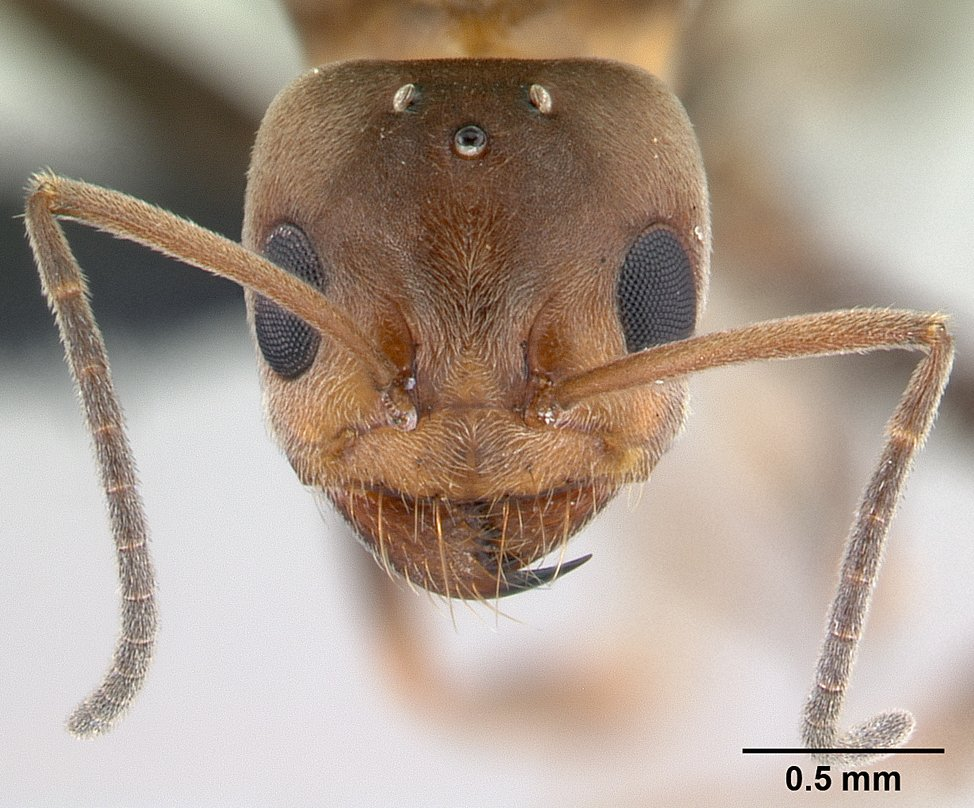